# Addison (Vermont)
Addison es un "pueblo" (subdivisión administrativa equivalente a un municipio) del condado de Addison, Vermont, Estados Unidos. Según el censo de 2020, tiene una población de 1365 habitantes.

## Geografía

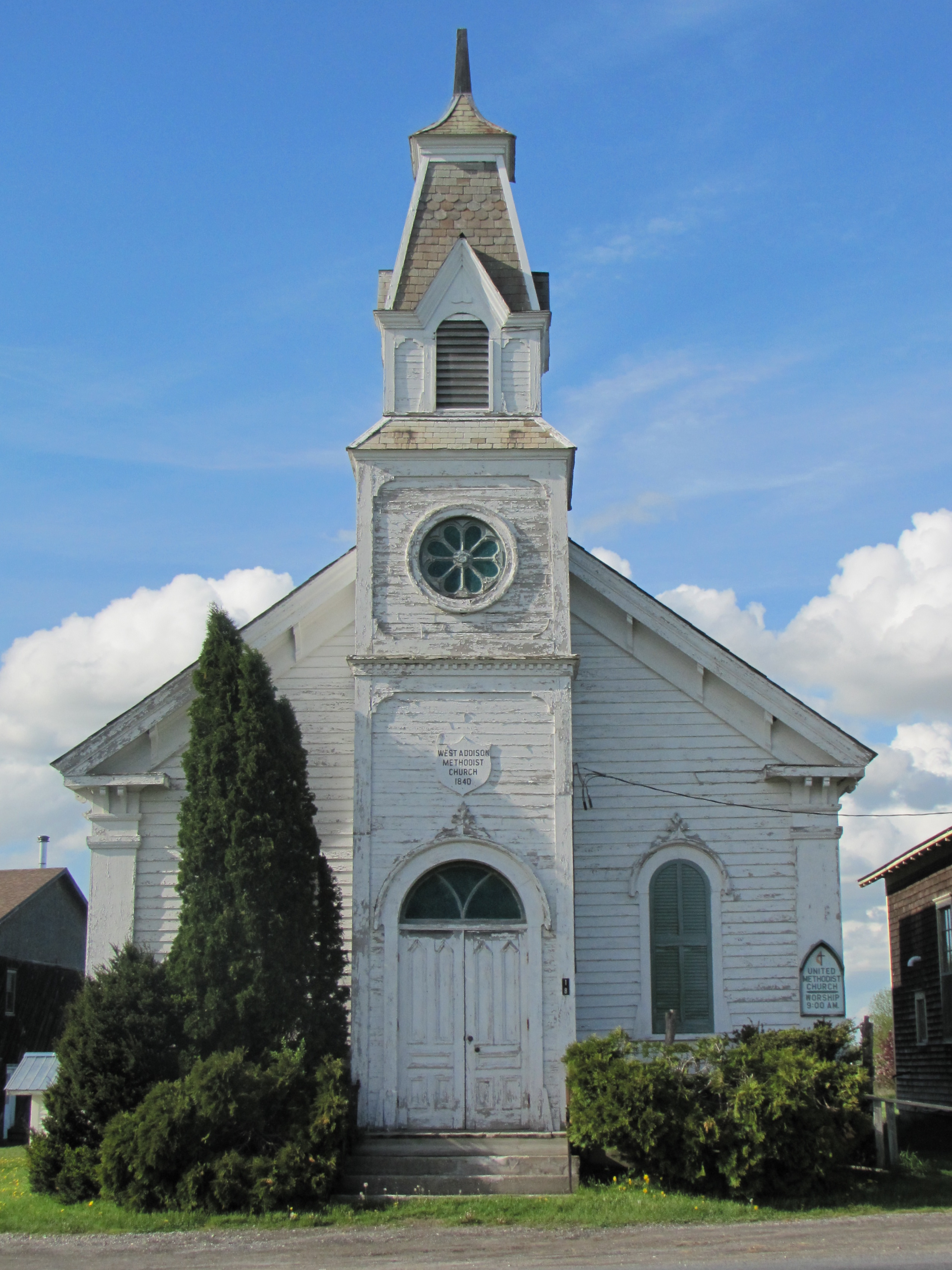
La iglesia metodista de West Addison.

Está ubicado en las coordenadas 44°3′31″N 73°19′56″O / 44.05861, -73.33222 (44.058539, -73.332315).

## Demografía
Según la Oficina del Censo, en 2000 los ingresos medios por hogar en la región son de $45.063 y los ingresos medios por familia son de $48.696. Los hombres tenían unos ingresos medios de $31.328 frente a los $25.602 para las mujeres. La renta per cápita para la localidad era de $18.000. Alrededor del 4,8% de la población estaban por debajo del umbral de pobreza.
De acuerdo con la estimación 2015-2019 de la Oficina del Censo, los ingresos medios por hogar en la región son de $87.321 y los ingresos medios por familia son de $93.875. El 3,2% de la población está por debajo del umbral de pobreza.